# Montignac-Charente
Montignac-Charente korábbi község Franciaországban, Charente megyében. Lakosainak száma 699 fő (2022. január 1.). Montignac-Charente Marsac, Saint-Amant-de-Boixe, Saint-Genis-d’Hiersac, Vars és Vouharte községekkel határos.
2025. január 1-jén Vars korábbi községgel egyesült és az így létrejött La Boixe új község része lett.

## Népesség
A település népessége az elmúlt években az alábbi módon változott:
| Lakosok száma | 608  | 772  | 709  | 757  | 706  | 717  | 728  | 717  | 712  | 699  |
|               | 1968 | 1982 | 1990 | 2006 | 2013 | 2015 | 2017 | 2019 | 2020 | 2022 |